# Patria Jiménez
Elsa Patria Jiménez Flores (San Luis Potosí, 26 de mayo de 1957) es una política mexicana, ha trabajado desde finales de la década de los años 70 a favor de los derechos de las mujeres y de las personas LGBTI.

## Asociaciones
Patria Jiménez fundó y encabezó durante 20 años la Organización no gubernamental El Clóset de Sor Juana, una organización que defiende los derechos de las lesbianas en el país.
Fue integrante del consejo consultivo de INMUJERES DF .

## Política
En 1997 fue elegida diputada federal plurinominal a la LVII Legislatura, convirtiéndose así en la primera congresista federal públicamente homosexual en la historia del país. Durante su gestión se logró la despenalización final de la homosexualidad como agravante en el Código Penal.
Entre sus múltiples iniciativas, impulsó la visibilidad nacional e internacional de los feminicidios en Ciudad Juárez, acompañó las iniciativas del Movimiento Zapatista y a la Comandante Ramona.
Durante su periodo como legisladora, participó en las siguientes Comisiones Legislativas: Población y Desarrollo, (30-09-1997 al 31-08-2000);
Derechos Humanos, (30-09-1997 al 31-08-2000); Especial de Equidad y Género (30-09-1997 al 31-08-2000);  Jurisdiccional (13-04-2000 al 31-08-2000) y Artesanías (30-09-1997 al 26-11-1998).
Dentro de las iniciativas presentadas durante su gestión legislativo destacan, la Ley General para Personas Desplazadas Internamente (23-04-98) y propuesta de reformas al artículo 2 de la Constitución Política de los Estados Unidos Mexicanos (27-04-99) en materia de derechos de las personas indígenas.
Otras participaciones importantes dentro de su trayectoria: Integrante de la Dirección Política de la Convención Nacional de Mujeres, Coordinadora Regional de la Asociación Internacional de Lesbianas y Gays, Participó en la organización del Primer Encuentro Latinoamericano y del Caribe, Fungió como Vocera de Organizaciones de Lesbianas ante la XXXIX Sesión de la Comisión Contra todas las Formas de Discriminación Hacia la Mujer en Naciones Unidas, Activista del Movimiento Lésbico Gay, y representante Nacional en la Coordinadora Regional de ONGs de Mujeres.
En el 2000 Fue senadora suplente.

## Reconocimientos
1. Ha sido reconocida con el galardón Truth to Power por la Fundación Kennedy como una de las 50 personas destacadas por su labor a favor de los derechos humanos.
2. Fue reconocida como una de las 100 heroínas del mundo con motivo de los 150 años de la primera convención por los derechos humanos de las mujeres Rochester, NY.
3. Fue elegida como una de las 1000 Mujeres por la Paz iniciativa mundial al Premio Nobel.